# Bouc de Mendès
Pour les articles homonymes, voir Bouc (homonymie).
Le Bouc de Mendès est la représentation de Baphomet par Éliphas Lévi au XIXe siècle. C'est un symbole bien connu en occultisme, dans certaines pratiques satanistes, ou dans certaines traditions. 

## Origine et description
On suppose que Levi s'est basé sur les descriptions du dieu bélier Banebdjedet honoré à Mendès par Hérodote :
«  Les Mendésiens, ont beaucoup de vénération pour les boucs et les chèvres, et plus encore pour ceux-là que pour celles-ci, et c’est à cause de ces animaux qu’ils honorent ceux qui en prennent soin. Ils ont surtout en grande vénération un bouc qu’ils considèrent plus que tous les autres. Quand il vient à mourir, tout le nome mendésien est en deuil.  »
« Il arriva, pendant que j’étais en Égypte, une chose étonnante dans le nome mendésien : un bouc eut publiquement commerce avec une femme, et cette aventure fut connue de tout le monde. »
Hérodote ajoute qu’en langue égyptienne, Mendès signifiait bouc. Le deuil que causait la mort du bouc rappelle celui que manifestaient les Égyptiens à la mort de leur taureau Apis.
Doté d'une tête de bouc, il porte l'étoile à cinq branches sur le front, une torche entre les deux cornes, le caducée d'Hermes sur le ventre, sur un fond d'écailles, sous une poitrine féminine. Ses jambes sont celles d'un bouc. Solve et coagula sur les avant-bras, index et majeur tendus vers le ciel pour la main droite mêmes doigts tendus pour la main gauche, mais tendue vers le sol. Dans son dos deux ailes d'oiseau. Il est aussi en tailleur sur un globe terrestre.

## Symbolisme du bouc
- Le bouc est un symbole de fécondité, lunaire et nocturne. Il est immolé par le dieu Bacchus dans la Grèce antique. Le dieu Pan, faune ou satyre fait partie des représentations les plus communes (récemment représenté par un Faune dans le film de Guillermo Del Toro, le Labyrinthe de Pan).
- Dans les cultes sataniques, sa tête sert à chasser les mauvais esprits. La plupart des anthropologues supposent que cette pratique fut inspirée par de plus anciens rites tribaux. On retrouve dans certains cultes satanistes modernes, comme les adorateurs de Mendès cette forme de purification des impuretés de l'environnement (on suppose que le cri symbolique « une tête pour Mendès » vient du symbolisme du Bouc de Mendès)[2].
- Par le sacrifice d'un bouc, d'où l'expression populaire « bouc émissaire » on expie les impuretés[3].
- Au moment du jugement dernier, les pécheurs sont des boucs placés à gauche du Seigneur. Le bouc est alors devenu une représentation totémique de l'Antéchrist, dans la culture judéo-chrétienne.
- Sa forte odeur et son rôle de procréateur l'ont rapidement fait assimiler à Satan, ce dernier symbolisant la luxure, parmi d'autres péchés.
- On offrait du lait au bouc comme pour Apis. On en offrait aussi au dieu grec Priape avec du miel.
- Le bouc est l'un des animaux, avec le taureau, symboles à l'origine du culte du phallus.
- On attribue aux boucs l'attribut de la fécondité mêlée à la perversité et de transmettre cette aptitude aux hommes, d'où la pratique d'accouplement d'un bouc et d'une humaine.

## Compléments